# Oxprenolol
Oxprenolol (tên thương hiệu Trasacor, Trasicor, Coretal, Laracor, Slow-Pren, Captol, Corbeton, Slow-Trasicor, Tevacor, Trasitensin, Trasidex) là một tổ chức phi chọn lọc chẹn beta với một số nội thần kinh giao cảm hoạt động. Nó được sử dụng để điều trị đau thắt ngực, nhịp tim bất thường và tăng huyết áp.
Oxprenolol là một thuốc chẹn beta lipophilic vượt qua hàng rào máu não dễ dàng hơn các thuốc chẹn beta tan trong nước. Do đó, nó có liên quan đến tỷ lệ tác dụng phụ liên quan đến CNS cao hơn so với các thuốc chẹn beta có nhiều phân tử ưa nước hơn như atenolol, sotalol và nadolol.
Oxprenolol là một thuốc chẹn beta mạnh và không nên dùng cho bệnh nhân hen trong mọi trường hợp do nồng độ beta thấp do bị suy giảm do dùng thuốc hen khác, và vì nó có thể gây ra không thể hồi phục, thường gây tử vong, suy hô hấp và viêm.

## Dược lý

### Dược lực học
Oxprenolol là thuốc chẹn beta. Ngoài ra, nó đã được tìm thấy hoạt động như một chất đối kháng của thụ thể serotonin 5-HT<sub id="mwJQ">1A</sub> và 5-HT<sub id="mwJw">1B</sub> với giá trị K i tương ứng là 94,2 nM và 642 nM trong mô não chuột.

## Hóa học

### Hóa học lập thể
Oxprenolol là một hợp chất chiral, chặn beta được sử dụng như một racemate, ví dụ 1: hỗn hợp 1 của (R) - (+) - oxprenolol và (S) - (-) - oxprenolol. Phương pháp phân tích (HPLC) để phân tách và định lượng (R) - (+) - oxprenolol và (S)-(-)-oxprenolol trong nước tiểu và trong các công thức dược phẩm đã được mô tả trong tài liệu.

(R) - (+) - Oxprenolol (trên cùng) và (S) - (-) - oxprenolol